# Florence Welchová
Florence Welchová (Florence Leontine Mary Welch, 28. srpna 1986, Londýn) je britská zpěvačka a textařka indie rockové kapely Florence and the Machine.

## Život
Florence Welchová se narodila v Camberwell v Londýně. Jejími rodiči jsou Nick Welch, vedoucí v reklamní agentuře, a Evelyn Welchová, americká emigrantka původem z New Yorku, která je v současnosti profesorkou na King's College London. V mládí Florence velmi ovlivnila její skotská babička z otcovy strany, která podporovala její pěvecký talent. Babička se stala pro Welchovou inspirací při tvorbě mnoha skladeb debutového alba Lungs. Florence také zpívala na rodinných oslavách a pohřbech.
Florence Welchová vystudovala školy Thomas's London Day School a Alleyn's School, kde měla velmi dobré studijní výsledky, jenže se často dostávala do konfliktů kvůli svému improvizovaném a příliš hlasitému zpěvu ve školním sboru. Přestože měla jako dítě v oblibě knihy a literaturu, byla jí diagnostikována lehká forma dyslexie a dyspraxie. Cítila se být odlišná od ostatních a její útěchou a místem úniku byla hudba a knihy. Její rodiče se rozvedli, když bylo Florence 13 let. Matka si později vzala svého souseda, profesora Petera Openshawa. Někdy v této době Florencina babička z matčiny strany, která měla bipolární poruchu, spáchala sebevraždu. Ve skladbě Hunger z roku 2018 Welchová odhalila, že v dospívání trpěla poruchou příjmu potravy. Po dokončení střední školy, kdy žila v Camberwellu a pracovala v tamním baru, studovala na umělecké škole Camberwell College of Arts, než se začala zcela věnovat hudbě. Nejdříve se rozhodla vzít si rok volno od studia, aby zjistila, jestli to s hudbou někam dotáhne, a když se pak věci daly do pohybu, ke studiu se už nevrátila.
Mezi její hudební vzory patří John Cale, David Byrne a Siouxsie Sioux.

## Hudební kariéra

### 2006–2010: Začátky Florence and the Machine
V roce 2006 Welchová vystupovala s Isabellou Summers v Londýně pod společným jménem Florence Robot/Isa Machine. V roce 2007 společně s kapelou Ashok nahrála album s názvem Plans, vydané pod labelem Filthy Lucre/About Records. Toto album zahrnovalo nejstarší verzi jejího pozdějšího hitu „Kiss with a Fist“, který se v této podobě nazýval „Happy Slap“. Říká se, že Florence Welchová zaujala budoucího manažera skupiny Florence and the Machine, Maireada Nashe, na záchodě v klubu, kde si opilá zpívala písničku Etty Jamesové Something’s Gonna Hold On Me.
Florence Welchová si kolem sebe vytvořila skupinu muzikantů a společně si začali říkat Florence and the Machine. Název kapely vznikl původně jako vtip Florence a její kamarádky, jedna z původních podob názvu kapely byla Florence Robot Was a Machine. Postupem času se název zkrátil do současné podoby.
6. července 2009 vydala kapela Florence and the Machine své debutové album Lungs. To získalo první místo v žebříčku ve Spojeném království a druhé místo v Irsku. V srpnu 2009 bylo prodáno 100 000 cédéček jenom ve Spojeném království a od 10. srpna se album pět týdnů drželo na druhém místě žebříčku. V USA bylo album vydáno 20. října vydavatelstvím Republic Records. Producenty byli James Ford, Paul Epworth, Steve Mackey a Charlie Hugall.
Dne 27. února 2011 Welchová zastoupila těhotnou zpěvačku Dido a zazpívala její part „If I Rise“ (z filmu 127 Hodin) společně s A. R. Rahmanem na nominacích v kategorii Nejlepší píseň na 83. ročníku Ceny Akademie.

### 2011–12: Další úspěch
Druhé album skupiny Florence and the Machine dostalo název Ceremonials. Bylo vydáno 31. října 2011. V albu se opakovaně objevuje motiv vody a utopení, což je téma, kterým je údajně Welchová posedlá. V britském žebříčku se album umístilo na prvním místě a na americkém Billboard 200 se umístilo na šestém místě. Na začátku roku 2012 byla kapela nominována na dvě ceny Brit Awards. V dubnu téhož roku kapela vydala skladbu „Breath of Life“, která byla vydána jako oficiální skladba k filmu Sněhurka a lovec. Skotský umělec Calvin Harris v červenci 2012 vydal remix skladby „Spectrum“, která se na albu Ceremonials objevila jako čtvrtá v pořadí a stala se prvním hitem kapely, který se umístil na prvním místě žebříčku ve Spojeném království. Welchová také během koncertu VH1 Divas, který se konal v prosinci 2011, vzdala hold zpěvačkám Amy Winehouseové vystoupením se skladbou „Back to Black“ a Annie Lennoxové klasikou „Walking on Broken Glass“. 31. prosince pak kapela vystoupila na Times Square na novoroční akci Dick Clark's New Year's Rocking Eve.
V říjnu 2012 Welchová spolupracovala s Calvinem Harrisem na skladbě „Sweet Nothing“, která debutovala na prvním místě v britském žebříčku. Singl „Sweet Nothing“ také získal nominaci v kategorii Nejlepší taneční hudba na 56. ročníku Ceny Grammy. 29. listopadu 2012 Florence Welchová vystoupila společně s Mickem Jaggerem a kapelou Rolling Stones v O2 Aréně v Londýně se skladbou „Gimme Shelter“.

### 2015–17: How Big, How Blue, How Beautiful
V únoru 2015 kapela oznámila vydání alba s názvem How Big, How Blue, How Beautiful, které vyšlo 1. července 2015. Album se dostalo na první místo v mnoha zemích včetně Spojeného království, USA, Kanady a Austrálie. Získalo také tři nominace na Cenu Grammy.
V červenci 2015 se kapela Florence and the Machine stala poprvé hlavní kapelou na festivalu v Glastonbury. Zastoupili tak kapelu Foo Fighters, jejíž člen Dave Grohl si poranil nohu.
V září 2016 v rozhovoru pro Heat Radio odhalila americká zpěvačka Lady Gaga, že s Florence Welchovou natočily společnou skladbu. Ta se jmenuje „Hey Girl“ a objevila se na novém albu Lady Gaga s názvem Joanne. Záběry ze společné tvorby se objevily v dokumentu Gaga: Five Foot Two.
Roku 2017 se Florence Welchová objevila ve filmu Song to Song Terrence Malicka. Jako textařka se také podílela na skladbě „To Be Human“ k soundtracku Wonder Woman, jejímž spoluautorem je Rick Nowels.

### 2018–současnost: High as Hope
V roce 2018 Welchová vystoupila v KeyArena v Seattlu během turné High as Hope.
Kapela Florence and the Machine vydala 12. dubna 2018 skladbu s názvem „A Sky Full Of Song“ doplněnou videoklipem od AG Rojas, a potom také skladbu „Hunger“. V pořadí čtvrté album s názvem Hight as Hope vyšlo 29. července 2018. Během turné No Filter Tour kapely Rolling Stones v Londýně zazpívali Florence Welchová a Mick Jagger skladbu „Wild Horses“.
V červenci 2018 Welchová publikovala svou první knihu Useless Magic: Lyrics and Poetry.

## Osobní život
Florence Welchová se sama označuje za introvertku. Má velmi ráda četbu a literaturu. Podporuje akce knižního klubu Between Two Books.
Ačkoli mnoho jejích textů obsahuje náboženskou tematiku, Welchová prohlašuje, že se nehlásí k žádnému konkrétnímu náboženství. „Chodila jsem do katolické školy a první písně, které se mi líbily, byly chvalozpěvy. Líbí se spojovat běžné s magickým a irelevantní s velkými tématy. Sex, láska, smrt, sňatek, vina – smíchej to s pohledem na oblohu nebo s procházkou či otočením stránky v knize. Žít znamená potýkat se s každodenním životem a tušením, že jednou umřeš.“
Welchová otevřeně mluví o svém potýkání se s úzkostí, depresí a problémy s alkoholem. Tato témata reflektuje i mnoho jejích písní.
V roce 2015 si Welchová zlomila nohu poté, co seskočila z pódia na festivalu Coachella. Přiznala se, že byla zvyklá pít před každým koncertem alkohol. „Jsem dost stydlivá, opravdu – to je asi i důvod, proč jsem hodně pila. Teď už však nepiju. Když jsem si konečně našla čas na novou nahrávku, měla jsem čas i najít sílu. A když jsem se vrátila zpět na scénu, nechtěla jsem to ztratit. Myslela jsem, že bych do toho mohla po hlavě skočit zpátky, ale podívejte co se stalo. Skočila jsem a doslova se zlomila.“
V roce 2016 Welchová podporovala referendum za setrvání v Evropské unii. Také podporuje práva LGBT a pravidelně na svých koncertech vyvěšuje vlajku v barvách duhy. V roce 2019 během koncertů v Las Vegas, Nevadě, Chicagu, Illinois, Releigh a Kolumbii v Marylandu vyjádřila podporu hnutí za práva žen. Také vybízela své publikum, aby místo nakupování suvenýrů během koncertu raději přispělo neziskové organizaci ACLU (American Civil Liberties Union). V roce 2018 na svém twitteru podpořila zrušení 8. dodatku irské ústavy. Tato změna prošla a legalizovala v zemi umělé potraty.

## Image
Florence Welchová je známá i pro svůj specifický styl oblékání. Na koncertech se často objevuje v lehkých šatech, bosá a bez šperků. Magazín Vogue ji nazval královnou bohémského stylu. Welchová o svém stylu řekla, že „na jevišti je to Paní ze Shalott společně s Ofélií smíchané s děsivou gotickou netopýří ženou, ale v reálu jsem celkem upjatá.” Za své vzory označila americké drag queen ze 70. let The Cockettes a francouzskou šansoniérku Françoise Hardyovou.

## Diskografie
| Rok vydání | Jméno                            | Label                          |
| ---------- | -------------------------------- | ------------------------------ |
| 2009       | Lungs                            | Island Records                 |
| 2011       | Ceremonials                      | Island Records                 |
| 2015       | How Big, How Blue, How Beautiful | Island Records                 |
| 2018       | High as Hope                     | Republic Records a EMI Records |
| 2022       | Dance Fever                      |                                |

## Filmografie
- 2017 – Song to Song